# Włachi
Włachi (bułg. Влахи) – wieś w południowo-zachodniej Bułgarii, w obwodzie Błagojewgrad, w gminie Kresna. Według danych Narodowego Instytutu Statystycznego, 31 grudnia 2011 roku wieś liczyła 4 mieszkańców.

## Osoby związane z Włachi
- Stojan Angełow – rewolucjonista
- Todor Arizanow – duchowny
- Grigor Chadżiilijew – rewolucjonista
- Spas Charizanow – żołnierz
- Atanas Jankow – rewolucjonista
- Dimityr Josifow – rewolucjonista
- Stoił Prosjakow – bohater WMORO-u, rewolucjonista
- Toma Rakalejski – bohater WMORO-u
- Nikoła Rizow – hajduk, rewolucjonista
- Iwan Sandanski – rewolucjonista
- Jane Sandanski – rewolucjonista
- Gerasim Todorew – rewolucjonista